# Lanzenratte
Die Lanzenratte (Hoplomys gymnurus) ist ein Nagetier in der Familie Stachelratten und die einzige Art der Gattung Hoplomys.

## Merkmale
Im allgemeinen Körperbau ähnelt die Art den eigentlichen Ratten (Rattus), es gibt jedoch keine nähere Verwandtschaft zwischen diesen Tieren. Im Fell der Oberseite befinden sich viele stachlige Haare, die steifer und länger sind als bei allen anderen Stachelratten. Die Stacheln können auf dem Rücken 3 cm lang und 0,2 cm dick sein. Sie brechen leicht aus, wenn sie gegen die vorherrschende Richtung gebogen werden. Die Stacheln sind an der Wurzel weiß und werden zur Spitze hin braun bis schwärzlich. Das Fell der Unterseite ist weich und hat eine weiße Farbe.
Die Lanzenratte erreicht eine Kopf-Rumpf-Länge von 22 bis 32 cm und eine Schwanzlänge von 15 bis 26 cm. Der Schwanz bricht leicht ab (Autotomie) und wird nicht neu gebildet. Das Gewicht der Art liegt bei 218 bis 790 g.

## Verbreitung und Lebensraum
Dieses Nagetier kommt vom östlichen Honduras bis ins nordwestliche Ecuador vor. Sein Habitat besteht aus offenen immergrünen Wäldern, meist auf Lichtungen oder in der Nähe von Wasserläufen. In Gebirgen erreicht die Art 750 Meter Meereshöhe.

## Lebensweise
Die Lanzenratte hält sich vorwiegend auf dem Erdboden auf und gräbt in trockenen Böschungen unterirdische Baue. Diese bestehen aus einem bis zu 2 m langen Tunnel und zwei Räumen. Diese Stachelratte ist nachtaktiv und frisst verschiedene Pflanzenteile und Insekten.
Paarungen können vermutlich zu jeder Jahreszeit erfolgen, und ein durchschnittlicher Wurf enthält zwei Jungtiere. Diese sind verglichen mit den meisten anderen Nagetieren weit entwickelt, mit offenen Augen und dünnem, weichen Fell. Die Stacheln bilden sich etwa nach einem Monat.

## Status
Die Population wird von der Weltnaturschutzunion (IUCN) als stabil eingeschätzt und die Art als nicht gefährdet (Least Concern) gelistet.

## Referenzliteratur
- Ronald M. Nowak: Walker's Mammals of the World. 2 Bände. 6. Auflage. Johns Hopkins University Press, Baltimore MD u. a. 1999, ISBN 0-8018-5789-9.